# Gerd Bauer (Politiker, 1957)
Gerhard „Gerd“ Bauer (* 28. Juli 1957 in Koblenz) ist ein deutscher Politiker (SPD; Die Linke).

## Leben
Nach seinem Abitur 1977 studierte Bauer Rechtswissenschaften an der Universität Münster und schrieb 1983 seine erste, 1988 seine zweite juristische Staatsprüfung. 1989 wurde er selbständiger Rechtsanwalt.
1983 trat Bauer der SPD bei und war dort zunächst Vorstandsmitglied des Ortsvereins Münster Hansa-Hafen, 1990 wurde er Mitglied im Unterbezirksvorstand Paderborn-Büren.
Am 4. Juni 1998 rückte Bauer für den tags zuvor ausgeschiedenen Josef Vosen in den Deutschen Bundestag ein. Er war lediglich für einige Monate im Bundestag vertreten.
Später kandidierte Bauer zweimal für das Amt des Landrates des Kreises Paderborn, scheiterte jedoch beide Male. 2009 war Bauer Spitzenkandidat der Linken für die Wahl zum Paderborner Kreistag. Die Partei, die zum ersten Mal für den Kreistag antrat, schaffte den Einzug auf Anhieb, sodass Bauer seither als Kreistagsabgeordneter amtiert.
Gerd Bauer hat Ende 2011 auf sein Mandat in der Vertretung des Kreises Paderborn verzichtet und ist aus der Partei DIE LINKE ausgetreten.
Im Jahr 2012 wurde Gerd Bauer wieder Mitglied in der Sozialdemokratischen Partei Deutschlands.